# Türkische Militäroffensive in Nordsyrien 2016–2017
Die türkische Militäroffensive in Nordsyrien 2016–2017 begann am 24. August 2016 unter dem Operationsnamen „Schutzschild Euphrat“ (türkisch Fırat Kalkanı Harekâtı, arabisch عملية درع الفرات, DMG ʿAmalīyat Dirʿ al-Furāt). Die Türkei war damit nach Russland und dessen Militäreinsatz in Syrien und dem Iran das dritte Land, das aktiv mit Bodentruppen in den Bürgerkrieg in Syrien eingegriffen hat. Am 29. März 2017 wurde die Operation beendet. Auf sie folgte 2017 die türkische Militäroffensive im Gouvernement Idlib und 2018 der Einmarsch in Afrin, mit der anschließenden Einrichtung einer Sicherheitszone, sowie eine weitere Militäroffensive seit 2019. All diese Militäroffensiven sind Teil der türkischen Besetzung Nordsyriens seit 2016, die von Beobachtern als völkerrechtswidriger Angriffskrieg gewertet werden.

## Ziel und teilnehmende syrische Gruppen
Laut der türkischen Regierung unter Binali Yıldırım sei das Ziel der Militäroffensive, „die türkische Grenzregion von Terrorgruppen zu säubern, die Sicherheit entlang der Grenze zu verbessern und Syriens territoriale Integrität zu sichern.“ Die Offensive richtet sich offiziell gleichermaßen gegen die Terrororganisation Islamischer Staat (IS) sowie gegen die kurdischen Volksverteidigungseinheiten (YPG) der Demokratischen Kräfte Syriens (SDF), die die Türkei für einen syrischen Ableger der kurdischen PKK hält, welche in der Türkei als Terrororganisation gilt. Laut einer vom schweizerischen Staatssekretariat für Migration in Auftrag gegebenen Studie begann die Offensive mit 3 Angriffen auf den IS, worauf mehrere Wochen lang Angriffe auf von der Türkei der PKK zugeordneten Kräfte folgten.
Die Mission wurde von türkischer Seite als reine „Unterstützungsoperation“ von den Türkischen Streitkräften für die Rebellenverbände der Freien Syrischen Armee (FSA) definiert, jedoch beteiligen sich türkische Truppen mindestens seit Dezember 2016 aktiv mit Bodentruppen an der Seite der Rebellen. Ab Ende September 2016 richtet sich die Offensive dann hauptsächlich gegen den IS, insbesondere in al-Bab und dessen Umland. Laut in einigen Medien zitierten Experten war beispielsweise die Befreiung von al-Bab im Februar 2017 nur möglich, weil das türkische Militär über 2000 eigene Soldaten direkt in den Kampf, teilweise in den Häuserkampf, geschickt habe. Die FSA-Rebellenarmee sei hierfür alleine zu schwach gewesen.
An der Offensive nehmen unter anderem die Sultan-Murad-Division, Levante-Front, Hamza-Brigade, Al-Moutasem-Brigade und die Brigade der Bergfalken als Truppenteile der Freien Syrischen Armee teil. Sowie Ahrar al-Scham, Harakat Nour al-Din al-Zenki und die Turkmenenbrigade Muntasar Billah Turkmen als eigenständige Rebellengruppen. Letztere schloss sich im Laufe des Januar 2017 an. Darüber hinaus nehmen zahlreiche kleinere Brigaden teil, deren Anzahl nicht erfasst ist. Besonders die Teilnahme von Ahrar al-Sham und al-Zenki wurde in Deutschland kritisch beobachtet, weil das Rebellenbündnis nicht nur aus „moderaten Rebellengruppen“ besteht. Der Generalbundesanwalt stuft die Gruppe Ahrar al-Scham als ausländische terroristische Vereinigung ein.
Das Verteidigungsministerium der Russischen Föderation stuft hingegen die Gruppierung seit dem 30. Dezember 2016 als „moderate Opposition“ ein. Ebenso das Außenministerium der Vereinigten Staaten und Großbritanniens.
Im Februar 2017 verließ die Harakat Nour al-Din al-Zenki das Bündnis und schloss sich der Haiʾat Tahrir asch-Scham an.
Im Verlaufe der Operation wurde vermehrt Kritik an den teilnehmenden Rebellengruppierungen hinsichtlich ihrer militärischen Ausbildung geäußert. Laut Atlantic Council sind diese Rebellen schlecht ausgebildet und haben sich seit Jahren als unfähig erwiesen, Gelände zu erobern und zu halten. Das Marschtempo der türkischen Streitkräfte sei durch nicht professionelles Vorrücken der Rebellen auch verlangsamt worden. Die Türkei stützte sich bei der Offensive wesentlich auf das Rebellenbündnis unter dem Banner der FSA und wollte diesem nur Unterstützung geben, jedoch wird mit längerer Einsatzdauer beobachtet, dass Einheiten des türkischen Militärs immer mehr in das Kampfgeschehen „Mann gegen Mann“ eingreifen. Nach Festfahren der Offensive Mitte Dezember wurden noch einmal erhebliche eigene Truppen in die Region verlegt.

## Ausrüstung und Kriegsgerät
Die Türkei schickte anfangs 40 Kampfpanzer der Typen Leopard 2A4 und Sabra zum Einsatz. Des Weiteren wurde eine nicht genau genannte Anzahl an ACV-15 (bewaffneter gepanzerter Mannschaftstransportwagen) sowie M113, Unimog, T-122 Sakarya, T-155 Fırtına (Mindestens 10 Stück), M270, M110, Bayraktar TB2 (Drohne) und die General Dynamics F-16 eingesetzt.
Bestimmtes Kriegsgerät, darunter Handfeuerwaffen, Panzerabwehrwaffen und Mannschaftstransporter, soll der Freien Syrischen Armee zum Einsatz überlassen worden sein.
Mitte Dezember wurde Verstärkung geschickt, die weitere zehn Kampfpanzer und acht gepanzerte Mannschaftstransporter beinhaltete. Des Weiteren wurden 300 Soldaten der Spezialkräfte als Verstärkung verlegt.
Bisher wurden keine Kampfhubschrauber vom Typ Atak T-129, noch ein anderer aus dem Bestand des türkischen Heeres eingesetzt. Dies wurde anfänglich zwar in den Medien berichtet, es handelte sich jedoch um andere Einsatzgebiete. Der Grund hierfür lässt sich damit erklären, dass der IS im Besitz von MANPADS ist. Laut einigen Medienberichten zufolge soll der IS auch andere Waffen zur Abwehr von Luftangriffen besitzen.

## Vorgeschichte

### Schlacht um Manbidsch
Kämpfer der kurdisch dominierten Demokratischen Kräfte Syriens hatten Ende 2015 den Fluss Euphrat von Osten kommend bei der Tischrin-Talsperre überschritten und planten mit Unterstützung von US-Spezialeinheiten und der US-Luftwaffe die Eroberung von Manbidsch, einem wichtigen Verkehrsknotenpunkt des Islamischen Staates (IS), auf dem Freiwillige, aus der Türkei kommend, zur faktischen IS-Hauptstadt ar-Raqqa geschleust wurden.
Ein anderer Plan, bei dem von der Türkei unterstützte Rebellen den IS aus der gleichen Region vertreiben sollten, um in Richtung der Metropole Aleppo vorzudringen und die IS-Gebiete dort zu besetzen, war auf Eis gelegt worden, nachdem der IS im März 2016 solche Rebellenverbände abgewehrt und im Gegenangriff weitere Dörfer entlang der türkischen Grenze unter seine Kontrolle gebracht hatte.
Die türkische Regierung wollte einen Vormarsch des SDF auf syrischem Gebiet entlang der Grenze zwar verhindern, weil man fürchtete, dass die Kurden ihren Einfluss in Syrien auch in bisher arabisch dominierten Regionen ausweiten und ein zusammenhängendes Kurdengebiet schaffen könnten, was wiederum die Unabhängigkeitsbestrebungen von Kurden in der Türkei anfachen könnte. Der SDF sicherte den Amerikanern jedoch zu, eroberte Gebiete unter Kontrolle einer arabischen Verwaltung aus Ortsansässigen zu stellen. US-Offizielle verkündeten daraufhin, die Türkei sei mit der Operation gegen den IS in der Region „nicht glücklich“, aber einverstanden.
Manbidsch wurde nach schweren Kämpfen und mehreren Gegenangriffen des IS Mitte August 2016 nach zweieinhalb Monaten von SDF-Kämpfern besetzt. SOHR-Aktivisten schätzten, dass rund 300 SDF-Kämpfer und mehr als 1000 Kämpfer der IS-Truppen bei den Gefechten um Manbidsch und Umgebung getötet wurden. Die US-Luftwaffe beteiligte sich im Rahmen der Operation Inherent Resolve an der Bekämpfung des IS nahe Manbidsch.

### Türkische Offensive
Als offizieller Anlass für eine türkische Militäroffensive Ende August wurden der Selbstmordanschlag in Gaziantep mit 54 Toten sowie Einschläge von Granaten in Karkamış und von Raketen in Kilis genannt.

## Verlauf

### Verdrängung des DKS/YPG von der türkischen Grenze, erste Angriffe gegen den IS (August 2016)
Am 16. August 2016 sammelte der türkische Nachrichtendienst (MİT) syrische Oppositionskräfte überwiegend aus Aleppo und Idlib und brachte sie in die Türkei in die türkische Grenzstadt Karkamış. Dort wurden sie gegenüber von Dscharābulus an die syrische Grenze stationiert.
Einen Tag vor dem Anschlag in Gaziantep, am 19. August, errichtete das Büro des Gouverneurs von Gaziantep eine 10 km breite Sicherheitszone an der Grenze zu Syrien.
Am 21. August 2016 drangen Luftlandetruppen der türkischen Streitkräfte in Dscharābulus vor und sollen potenzielle Ziele für die anlaufende Operation bewertet und mit Lasern markiert haben.
Am 23. August 2016 wurde die türkische Grenzstadt Karkamış evakuiert.
Einen Tag später um 4 Uhr Ortszeit beschoss die türkische Armee mit Panzerhaubitzen vom Typ T-155 Fırtına und Raketenwerfern vom Typ T-122 Sakarya Stellungen des Islamischen Staates in der syrischen Grenzstadt Dscharābulus sowie die kurdische YPG. Zwei Stunden zuvor waren wieder türkische Truppen nach Dscharābulus vorgerückt, welche Bodenaufklärung betrieben haben sollen. Türkische F-16-Kampfflugzeuge griffen am ersten Tag 12 Ziele in Nordsyrien an.
Gegen Mittag überquerten türkische Kampfpanzer und Mannschaftstransportwagen der 2. Armee die Grenze zwischen Syrien und der Türkei und nahmen bis zum Abend die Stadt Dscharābulus ein. Die Türkei kooperierte dabei mit der sunnitisch geprägten FSA. Am Abend meldeten türkische Medien die Einnahme von Dscharābulus. Zusammen mit der Freien Syrischen Armee wurden am gleichen Tage mehrere Ortschaften eingenommen.
Die deutsche Bundesregierung erklärte am 24. August 2016 ihre „Unterstützung“ für die Offensive, ebenso Frankreich. Das syrische Außenministerium bezeichnete die Offensive als „unverhohlene Verletzung der syrischen Souveränität“. US-Vizepräsident Joe Biden gab in Ankara öffentlich bekannt, dass man die Absichten der Türkei unterstütze und die Kurden die Gebiete westlich des Euphratflusses zu räumen hätten, wollten sie die Unterstützung der USA nicht verlieren. Der kommandierende US-General Stephen J. Townsend wies seine Spezialeinheiten, die bisher mit den Kurden in Syrien eingesetzt waren, an, sich zu einer Luftwaffenbasis bei al-Hasaka abzusetzen. Der Nachschub an amerikanischen Waffen, Munition und Aufklärungsdaten an die Kurden wurde eingestellt. Der türkische Verteidigungsminister Fikri Işık gab in einem Fernsehinterview bekannt, man habe sich mit den USA auf einen Abzug der kurdischen Truppen aus der Region um Dscharābulus innerhalb der nächsten zwei Wochen geeinigt.
Nach Angaben der SDF und der SOHR gab es im Ort al-ʿAmarna rund 8 Kilometer südlich von Dscharābulus bei türkischen Gefechten gegen die kurdischen Volksverteidigungseinheiten innerhalb der Demokratischen Kräfte Syriens auch erste zivile Opfer. Am 27. August 2016 überquerten Panzer der türkischen Streitkräfte auch die Grenze in Richtung der von der SDF kontrollierten Stadt Ain al-Arab (Kobane).
Am 27. August rückten türkische Panzer gegen Kämpfer der YPG im Dorf al-ʿAmarna vor. Die trafen nach türkischen Angaben zwei der vorrückenden Panzer mit Raketen. Ein türkischer Soldat sei dabei getötet worden. Die türkische Luftwaffe griff daraufhin Ziele in der Region an. Kämpfer des IS traten zum Gegenangriff auf protürkische Rebellen im Dorf Ar-Raʿi an der türkischen Grenze an, das im April 2016 bereits mehrfach den Besitzer gewechselt hatte.
Die Dörfer Dschub al-Kusa und Al-ʿAmarna südlich von Dscharābulus wurden vor der Einnahme am 28. August von türkischen Kampfflugzeugen bombardiert, wobei nach SOHR-Beobachterangaben 35 Zivilisten getötet wurden. Türkische Medien berichteten dagegen, dass bei denselben Angriffen 25 Kämpfer der kurdischen YPG umgekommen seien, allerdings erst, nachdem sie zuerst angegriffen hätten. Außerdem wurde die Angabe von der türkischen Regierung dementiert und versichert, dass alle möglichen Vorkehrungen getroffen wurden, um Zivilisten nicht zu schaden. Am 28. August standen die türkischen Streitkräfte und die FSA nach der Einnahme von mehreren kleineren Dörfern nur noch wenige Kilometer vor dem Fluss Sādschūr. Ein Führer der türkeitreuen Milizen in Dscharābulus sagte unterdessen, man plane rund 50 km weit nach Syrien, bis zum vom IS gehaltenen Al-Bab, vorzurücken.
Am 30. August 2016 bezeichnete Peter Cock, Sprecher des Pentagons, die Zusammenstöße zwischen den türkischen und YPG-Einheiten als „inakzeptabel“. Am 30. August wurde von einem „lockeren Waffenstillstandsabkommen“ („loose Agreement“) zwischen der türkischen Armee und dem kurdisch dominierten Jarabulus Military Council unter Schirmherrschaft der USA berichtet. Dies wurde bereits am nächsten Tag dementiert. Die türkische Regierung bestellte den amerikanischen Botschafter ein, um sich über eine behauptete Gleichstellung mit der SDF in einer Stellungnahme zu beschweren, die ein Sprecher des US-Militärs zuvor gemacht habe, in der er alle Beteiligten aufforderte, das Feuer einzustellen und sich gegen den IS zu wenden. Minister Ömer Çelik dementierte Berichte, es habe Gespräche oder eine Vereinbarung mit den SDF oder YPG gegeben. Die Frontlinie zwischen den SDF und den türkischen Kräften verlief am Fluss Sādschūr.

### Verdrängung des IS von der türkischen Grenze (September 2016)
Am 2. September eroberte die Hamza-Brigade nach eigenen Angaben ʿArab ʿIzza; die Gruppe „Failaq asch-Scham“ gab an, die Dörfer al-Fursan, Lilawa, Kino und Najma südlich davon vom IS erobert zu haben.
Am 3. September verkündete die türkische Nachrichtenagentur Anadolu, dass sämtliche Gebiete an der türkischen Grenze vom IS „gesäubert“ seien und der IS damit die Nachschubrouten aus der Türkei verloren hätte. Die oppositionsnahe Syrische Beobachtungsstelle für Menschenrechte bestätigte diese Meldung. Ministerpräsident Yildirim kündigte unterdessen an, dass die türkische Offensive weiterhin nicht nur gegen den IS, sondern gegen alle von der Türkei als Terrororganisation eingestuften Milizen gelte.
Bei Kämpfen in Nordsyrien am 7. September 2016 wurden durch den IS drei türkische Soldaten getötet.
Am 8. September 2016 erklärte Fikri Işık, türkischer Verteidigungsminister, die Türkei unterstütze die Pläne, den IS aus ar-Raqqa zu vertreiben, doch sollten die Kurden dabei keine zentrale Rolle spielen.
Am 9. September 2016 wurden bei Kämpfen mit dem IS drei türkische Soldaten getötet. Außerdem wurde ein weiterer verletzt. Die IS-Propaganda Amaq berichtet außerdem, dass ein türkischer Panzer in der Nähe des Ortes Tall al-Hawa zerstört wurde. Die türkische Regierung hat sich dazu bisher nicht geäußert.
Am 16. September 2016 entsendete die USA rund 40 Spezialeinheiten in die Ortschaft al-Raʿi, um die türkischen Operationen zu unterstützen. Jedoch mussten die US-Soldaten schon nach einem kurzen Aufenthalt einen Rückzug antreten, da sich die dortigen von der Türkei unterstützen Rebellen feindlich zeigten und es zu Ausschreitungen kam. Videos waren aufgetaucht, welche zeigten, dass die US-Soldaten unter anti-amerikanischen Parolen (unter anderem „Die Kollaborateure der Amerikaner sind Hunde und Schweine“ und „Amerikaner und Christen haben keinen Platz unter uns, da sie einen Kreuzzug starten wollen, um Syrien zu besetzen“) die Stadt verließen.

### Verstärkung der Offensive gegen den IS (Oktober 2016)
Im Oktober 2016 zählte die Stadt Dabiq zu den strategischen Zielen der türkischen Offensive. Die Stadt hatte für den IS eine symbolische Bedeutung, da nach ihrer Interpretation die Muslime vor dem Eintreffen des Jüngsten Tages dort eine Entscheidungsschlacht gegen ihre Feinde führen werden.
Am 3. Oktober 2016 liefen die von der Türkei unterstützten FSA-Rebellen bei der Eroberung weiterer kleiner Ortschaften in ein Minenfeld. 21 Kämpfer wurden getötet, mindestens ebenso viele teils schwer verletzt.
Bei einem Raketenangriff des Islamischen Staates (IS) auf zwei Panzer nahe dem Grenzort al-Raʿi wurden drei türkische Soldaten getötet und weitere vier verletzt.
Am 16. Oktober meldeten die von der Türkei unterstützten syrischen Rebellen die Einnahme von Dabiq. Die Kämpfer des IS hatten sich zuvor zurückgezogen.
Am 17. Oktober rückte die türkische Allianz weiter auf al-Bab vor und nahm die Dörfer Guzhe, Baruze, al-Wash, aq-Burqan, Qar Kelbin, Talatayna und Shudud ein.
Ende Oktober kam es zu verschiedenen Gefechten zwischen der türkischen Allianz und den SDF im nördlichen Aleppo.

### November 2016

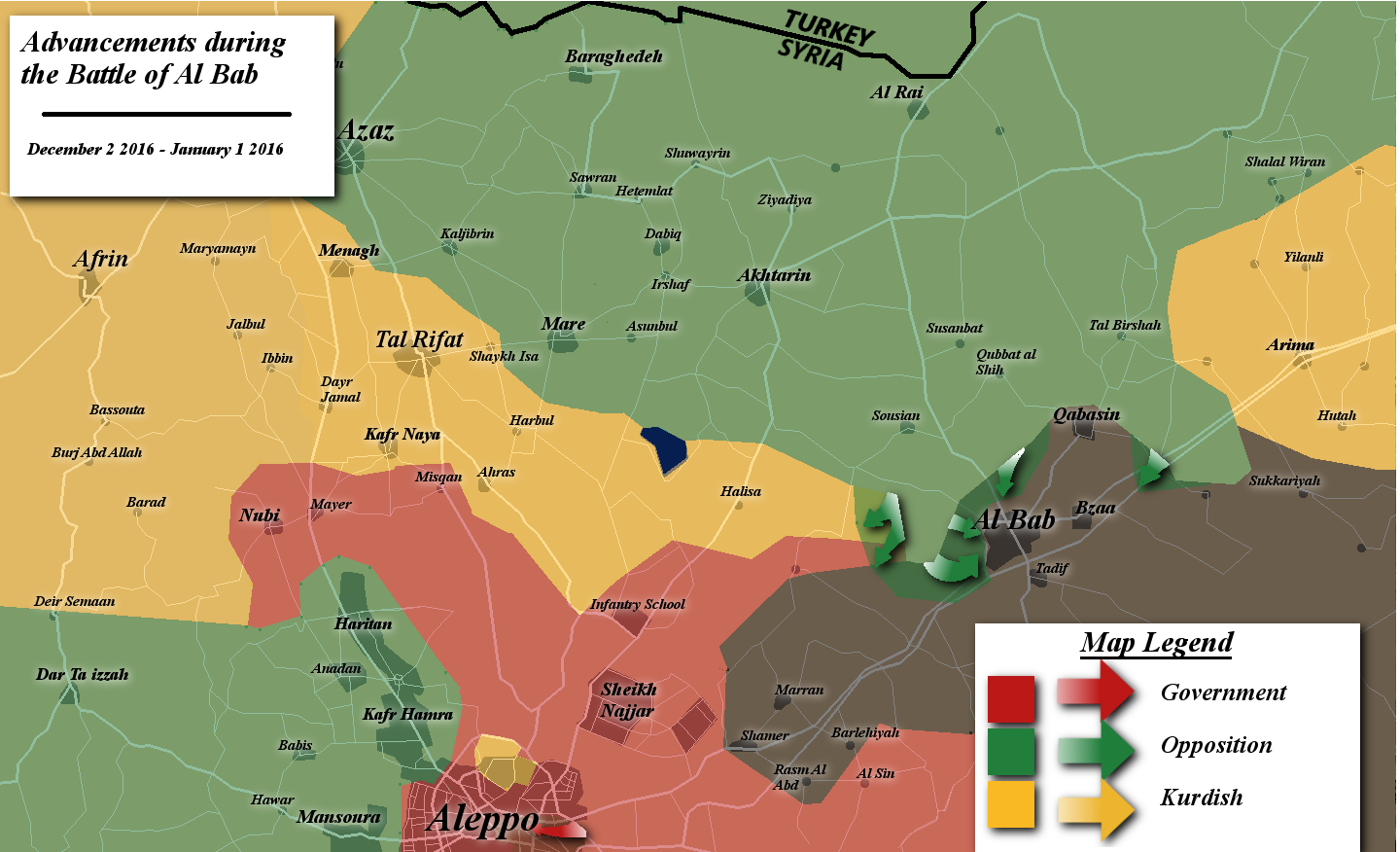
Militärische Lage bis Ende Dezember 2016

Mitte November 2016 erreichten die von der Türkei unterstützten Verbände die nördlichen Bezirke von al-Bab, einer Stadt mit etwa 100.000 Einwohnern; die USA gaben keine Unterstützung.

### Stillstand der Offensive gegen den IS (Dezember 2016)
Den Rebellen gelang es mithilfe von türkischen Spezialeinheiten zweimal, eine taktisch wichtige Anhöhe namens "Aqil" zu erobern, auf der sich das Krankenhaus befindet. Beide Male musste diese Anhöhe jedoch geräumt werden, da die Stellung von einem sprengstoffbeladenen Fahrzeug mit einem Selbstmordattentäter am Steuer angegriffen wurde. Bei dem ersten Verlust dieser Anhöhe starben 14 türkische Soldaten vor Ort, 2 erlagen ihren Verletzungen im Krankenhaus. In etwa 70 Rebellenkämpfer der FSA starben ebenfalls. Dies war bis dahin der größte Rückschlag in der Operation die das Bündnis erlitten hatte.
Die Terrormiliz IS veröffentlichte am 22. Dezember 2016 im Internet ein 19-minütiges Propagandavideo, in dem gezeigt wird, wie zwei türkische Soldaten lebendig verbrannt werden. Nach Medienberichten gerieten diese am 29. November 2016 bei al-Bab in Nordsyrien in Gefangenschaft des IS. Die türkische Regierung ordnete daraufhin zunächst die Blockierung der sozialen Medien wie Facebook, Twitter und YouTube an. Die Echtheit des Videos wurde bezweifelt und konnte bisher nicht bestätigt werden. Auch gab es widersprüchliche Angaben zum Verschwinden der beiden Soldaten. Der IS versammelte die Bevölkerung und strahlte das Video in al-Bab auf Leinwänden aus. Einige türkische Medien deklarierten das Video als Fälschung. Von offizieller Seite wurde bekannt gegeben, eine Untersuchung einzuleiten; weitere Angaben oder Erklärungen wurden nicht gemacht.
Im Zuge der weiteren Operation stießen die Truppen der Türkei und der mit ihnen verbündeten Rebellen auf heftige Gegenwehr des IS. Laut Angaben des türkischen Militärs benutzte der IS neben Selbstmordanschlägen, Autobomben und Minen insbesondere Zivilisten als Schutzschild, was zu einer Verlangsamung der Offensive führe. So sollen vom IS am 25. oder 26. Dezember 30 Zivilisten erschossen worden seien, die versuchten, die Stadt zu verlassen.
Internationale Medien gaben jedoch als weitere Gründe für den Stillstand die schlechte Ausbildung der Rebellen sowie den unerwartet intensiven Widerstand des IS an. Auch wurde angegeben, das türkische Militär sei durch den kürzlichen Putschversuch in der Türkei geschwächt.
Am 26. Dezember gab die türkische Armeeführung bekannt, bisher mindestens 226 IS-Kämpfer getötet zu haben. Am gleichen Tag setzte die Armee ihren Beschuss mit Artillerie und Luftwaffe fort. Hierbei sollen mehrere Kommandeure des IS getötet worden sein, darunter auch Abu Husen Tunusi.
Der IS behauptete Mitte Dezember 2016 bei der Schlacht mindestens zehn Leopard 2A4 und einen Sabra Kampfpanzer getroffen und diese kampfunfähig gemacht zu haben. Laut Medien ist die genaue Quelle der „Liste“ nicht bekannt, allerdings scheint der Inhalt in Bezug auf die Leopard-Panzer in mindestens vier Fällen glaubwürdig. Kämpfer der FSA veröffentlichten Videos über ihr Sprachrohr „SAART“, die die Zerstörung von sogenannten VBIED (Vehicle Borne Improvised Explosive Device) durch Leopard-2A4-Panzer zeigen.
Ein Panzer soll Medienberichten zufolge vom IS Ende Dezember 2016 erbeutet worden sein.
Im Netz tauchten später allerdings bereits Fotos auf, die belegen sollen, dass der Panzer mittlerweile zerstört worden ist – durch ein F-16 Kampfflugzeug der türkischen Luftwaffe. Eine offizielle Bestätigung der Militärführung dafür blieb bisher aus.
Für 200 Leopard 2A4 Panzer wurde Ende Januar 2017 ein Kampfwertsteigerungsprogramm im Gesamtwert von umgerechnet 500 Millionen US-Dollar ausgeschrieben.
Ein Regierungsbeamter gab an, der Fokus der Verbesserungen liege auf „aktiven Schutzsystemen“ gegen Panzerabwehrwaffen. Das Programm werde mit Priorität vorangetrieben, nachdem mehrere türkische Leopard 2A4 Kampfpanzer von islamistischen Radikalen der IS-Miliz während der türkischen Militäroperation „Schutzschild Euphrat“ in Syrien getroffen wurden.

### Wiederaufnahme der Offensive im Januar 2017
In den folgenden Tagen wurde immer wieder von heftigen Gefechten insbesondere um das Umland der Stadt al-Bab berichtet. Hierbei soll es laut dem türkischen Verteidigungsminister wieder zu Häuserkämpfen zwischen den Rebellen der FSA und dem IS gekommen sein. Bei diesen konnten laut Armeeangaben vom 4. auf den 5. Januar 38 IS-Kämpfer getötet werden. Am 4. Januar wurden bei einem Selbstmordanschlag zwei weitere türkische Soldaten getötet und sechs Kämpfer des IS. Ein weiterer türkischer Soldat verstarb bei Gefechten am 7. Januar 2017. Gleichzeitig wurde bekannt gegeben, dass mindestens 69 IS-Kämpfer bei diesen Gefechten, die durch Artilleriebeschuss und Luftangriffe unterstützt wurden, getötet wurden. Am 7. Januar wurde die Einnahme der Dörfer Umm Odasa und Qabr al-Mukri (Muqrin) gemeldet, diese liegen im Umland von Bizaʿa. Bizaʿa wurde am gleichen Tag von der türkischen Luftwaffe bombardiert; hierbei sollen 35 Ziele getroffen worden sein.
Zugangsstraßen, insbesondere die M4, die die beiden vom IS gehaltenen Städte al-Bab und al-Arimah verbindet, stehen seit dem 7. Januar unter Kontrolle der FSA. Am 9. Januar kam es zu Gefechten in den Vororten Bizaʿa, Qabasin und insbesondere Suflaniyah. In Suflaniyah und Bizaʿa kam es am gleichen Tag zu starken Bombardierungen durch F-16-Jets der türkischen Luftwaffe. Auch wurde starker Artilleriebeschuss gemeldet.
Laut Analysten ist es höchstwahrscheinlich das Ziel, den IS von Nachschubrouten abzuschneiden und die Gegend einzukreisen. Vom 12. bis zum 14. Januar kam es erneut zu Gefechten zwischen Rebellen und Truppen des IS bei Suflaniya. Hierbei sollen neun Kämpfer der FSA-Rebellen getötet worden sein. Die türkische Luftwaffe gab im gleichen Zeitraum bekannt, mindestens 41 IS-Kämpfer getötet zu haben.
Am 18. Januar kam es zu ersten gemeinsamen Militäroperation zwischen Russland und der Türkei, als neun russische und acht türkische Flugzeuge gemeinsam Stellungen der IS-Miliz um al-Bab angriffen. Laut Sergej Rudskoj vom russischen Generalstab wurden hierbei 36 Ziele getroffen. Diese Ziele seien zuvor gemeinsam von Angehören der beiden Luftwaffen ausgewählt und von den Generalstäben beider Länder bestätigt worden. Rudskoi gab weiterhin an, die gemeinsame Mission sei im Einvernehmen mit der syrischen Regierung durchgeführt worden.
John Dorrian, ein Sprecher der United States Air Force, gab an, die von den Vereinigten Staaten angeführte Internationale Allianz gegen den Islamischen Staat habe am Vortag auch Stellungen des IS um al-Bab angegriffen. Die Türkei bemängelte zuvor öfters die fehlende Unterstützung der Allianz und der Vereinigten Staaten im Kampf gegen den IS. Zuvor stellte die Türkei die Benutzung des NATO-Stützpunktes Incirlik Air Base durch amerikanische Streitkräfte im Rahmen von Operation Inherent Resolve in Frage und behielt sich das Recht vor, den Stützpunkt jederzeit zu schließen. Am 20. Januar wurde das nordöstlich gelegene Dorf Suflaniya von türkischen Truppen eingenommen. Bei dieser Offensive sollen 23 IS-Kämpfer getötet worden sein. Im Rahmen dieser Offensive wurden fünf türkische Soldaten getötet, sie starben bei einem Selbstmordanschlag mit einer Autobombe. Neun weitere Soldaten seien bei dem Anschlag nicht lebensgefährlich verwundet worden. Über die Verluste bei den Rebellen wurden keine genauen Angaben gemacht. Rebellen meldeten zeitgleich in Qabasin schwere Kämpfe mit dem IS. Die türkischen Streitkräfte beschossen zeitgleich al-Bab und Bizaʿa mit Artillerie und Kampfjets. Ebenfalls wurde die taktisch wichtige Anhöhe „Aqil“, auf der sich das Krankenhaus befindet, beschossen.
Am 22. Januar veröffentlichte die Staatliche Nachrichtenagentur eine Zwischenbilanz, laut der seit Beginn der Offensive 1875 Quadratkilometer vom IS befreit wurden. Am gleichen Tag wurden 165 Ziele des IS angegriffen. Die Luftwaffe veröffentlichte ein Video, das die Zerstörung eines mit Sprengstoff beladenen Fahrzeugs (vehicle-borne improvised explosive device/VBIED) durch einen Kampfjet zeigt. Der Einsatz von derartigen Fahrzeugen und Minen erschwere die Offensive und werde sie laut Analysten in die Länge ziehen. Am 24. Januar wurde der Tod von zwei Emiren des IS, die in die Führung der militärischen Aktionen vor Ort eingebunden waren, bestätigt. Abu Husain at-Tunusi und Abu Ansari wurden bei Luftangriffen der türkischen Luftwaffe getötet. Der IS gab über sein Sprachrohr Amaq bekannt, die Offensive zurückzuschlagen. Am 27. Januar wurden 11 IS-Kämpfer von der türkischen Luftwaffe getötet. Die Gegenoffensive des IS konnte von den türkischen Streitkräften und den FSA-Rebellen zurückgeschlagen werden. Im weiteren Verlaufe des Gefechtes konnten mehrere Dörfer im Umland von den FSA-Rebellen eingenommen werden; bei einer Gegenoffensive des IS, die ebenfalls abgewehrt werden konnte, wurden laut FSA Quellen 13 IS-Kämpfer getötet. Des Weiteren kam es zu schweren Kämpfen in dem Vorort „Qabasin“, bei denen ein türkischer Soldat durch eine Autobombe, gefahren von einem Selbstmordattentäter, getötet wurde. Ein Sprecher der türkischen Streitkräfte gab am 28. Januar an, dass sich die Hinweise verdichten, dass der IS sich nach hohen Verlusten auf den Rückzug aus al-Bab vorbereitet, ihr Ziel sei die Nachbarstadt „Tadif“. Der IS töte dabei noch immer gezielt Zivilisten, die versuchen zu fliehen. Am 27. Januar seien so 18 Zivilisten getötet worden. Am 29. Januar stießen türkische Truppen nach al-Bab vor und eroberten mehrere industrielle Komplexe in der Nähe der Silo-Anlagen der Stadt, die sich auf einem taktisch vorteilhaften Punkt auf einer Anhöhe im Stadtrand befinden. Bei Gefechten um 10 Uhr Ortszeit im Stadtteil „Al-Ghuz“ kam am 29. Januar ein Sergeant Major der türkischen Truppen ums Leben, zwei weitere wurden verletzt. Bei dem gleichen Gefecht wurde ein Kämpfer der FSA verletzt. Über die Verluste auf Seiten des IS gab es keine Angaben. Die Sultan-Murad-Division der FSA gab an, am 29. Januar nach Gefechten vor Bizaʿa zwei Anhöhen (Kerum und 511) vom IS eingenommen zu haben. Das türkische Militär gab an, 14 Terroristen im Zeitraum zwischen dem 28. und 29. Januar „neutralisiert“ zu haben. Am 29. und 30. Januar feuerten türkische Artilleriebrigaden mit dem T-122 Sakarya Mehrfachraketenwerfer auf Stellungen des IS in al-Bab und Bizaʿa. Hierbei sollen mindestens 22 Gebäude, die der IS als Rückzugpositionen und Munitionslager nutzte, zerstört worden sein.

### Sieg über den IS in al-Bab und Umland (Februar 2017)
Die Rebellen verbuchten im Umland weitere Erfolge gegen den IS. Mitte Januar begannen die Streitkräfte Syriens (SAA) mit Unterstützung von iranisch-schiitischen Milizen und der Hisbollah eine eigene Offensive vom Süden auf al-Bab. Die Offensive wird angeführt von den Quwwat an-Nimr, einer Elitedivision der syrischen Streitkräfte, die primär der Ausführung von Offensiven im syrischen Bürgerkrieg dient. Die russische Luftwaffe unterstützte die Offensive der SAA mit Drohnen-Aufklärungsdaten und Bombardierungen. Am 2. Februar standen die syrischen Truppen etwa 6 Kilometer südlich von al-Bab entfernt. Am 1. Februar zitierten mehrere Nachrichtenagenturen, darunter reuters, eine Quelle innerhalb der Regierungstruppen. Diese gibt an, dass die Truppen die Rebellen der FSA angreifen werden, sobald sie in al-Bab eintreffen. Auch ein Angriff auf die türkischen Streitkräfte werde in Betracht gezogen, wenn dies „nötig“ sei.
Nach drei Tagen Offensive konnte die FSA in Begleitung von türkischen Leopard-2A4-Panzern Bizaʿa einnehmen. Hierbei sollen 37 IS-Kämpfer getötet worden sein und eine Selbstmordattacke mit einer Autobombe seitens des IS soll zerstört worden sein. Am 4. Februar startete der IS eine Gegenoffensive, die wieder Geländegewinne einbrachte. Türkische Artillerie und Luftwaffe bombardierte derweil Ziele in al-Bab und Tadif. Der IS konnte mit seiner Gegenoffensive zunächst den Westen von Bizaʿa zurückerobern, die türkische Luftwaffe bombardierte daraufhin Ziele der anrückenden IS-Truppen. Der IS setzte mehrere VBIED-Selbstmordattentäter gegen die anrückenden Truppen der FSA ein, mindestens einer dieser Angriffe tötete mindestens 10 FSA-Kämpfer und verletzte mehrere. Die Gefechte waren laut der Syrischen Beobachtungsstelle für Menschenrechte besonders schwer und mit hohen Verlusten auf beiden Seiten, insbesondere auf der des IS. Die Rebellen wurden von der türkischen Luftwaffe und Artillerie unterstützt, die alleine bei dieser Offensive an dem einen Tag über 50 Geschosse abgab. Am 6. Februar brachte die FSA, bei ihrem vierten Anlauf die gesamte Stadt wieder unter ihrer Kontrolle. Der türkische Generalstab gab bekannt, bei einer Operation am 4. Februar den vom IS ernannten Gouverneur von Al-Bab, Khalid al-Urduni, getötet zu haben. Bei der gleichen Operation sollen weitere 33 IS-Kämpfer getötet worden sein.
Regierungstruppen gaben am 6. Februar an, die Nachschubroute von ar-Raqqa in die Provinz gekappt zu haben, indem sie weitere Ortschaften in der Gegend sowie einen strategisch wichtigen Hügel vom IS einnahmen. Damit steht der IS in der Provinz al-Bab zwischen den Regierungstruppen im Süden sowie den von der Türkei gestützten FSA-Truppen im Norden komplett eingekesselt und abgeschnitten von Nachschub da.
Am 7. Februar begannen die SDF eine Offensive auf den Stadtteil „Tokhar“ im Süden von Dscharābulus. Sie feuerten unter anderem mit Mörsern auf Stellungen der FSA. Die Offensive konnte von FSA-Truppen zurückgeschlagen werden. Auch die Stadt Aʿzāz wurden von SDF-Kräften beschossen, worauf die türkische Armee Stellungen der SDF mit Panzerartillerie schwer unter Beschuss nahm. Auch hier wurde die SDF-Offensive zurückgeschlagen.
Ebenfalls am 7. Februar wurde eine Großoffensive der FSA und türkischen Truppen auf al-Bab gestartet. Laut Reuters habe die Einsatzleitung des türkischen Militärs vor Ort beschlossen, die Offensive zu beschleunigen, nachdem die Regierungstruppen schnelle Geländegewinne in Richtung al-Bab erzielen konnten. Reuters bezieht sich dabei auf einen Kommandeur der Freien Syrischen Armee als Quelle. In der Nacht vom 7. auf den 8. Februar begannen Spezialkräfte des türkischen Militärs eine Offensive auf die taktische Anhöhe des „Aqil“, am Stadtrand von al-Bab. Bis in die Morgenstunden konnte die Anhöhe erobert werden und die „Feuerkontrolle“ etabliert werden. Ein Gegenangriff des IS konnte abgewehrt werden. Rebellenkämpfer stellten Videos mit Aufnahmen von getöteten IS-Kämpfern auf ihren Profilseiten in sozialen Netzwerken zur Schau. Die türkische Luftwaffe bombardierte Stellungen des IS in al-Bab, hierbei setzte sie das erste Mal mit Luft-Boden-Raketen bewaffnete Drohnen gegen den IS ein.
Kämpfer der FSA drangen mit Unterstützung von Leopard-Panzern der türkischen Armee bis zu 1 Kilometer in das Stadtzentrum vor. Die Verteidigungslinie des IS im Westen der Stadt soll bei diesem Vorstoß kollabiert sein. Während türkische und Rebellengruppen im Laufe des Tages Bezirke im westlichen Teil der Stadt zunehmend unter ihre Kontrolle brachten, kam es im umkämpften Zentrum zu schweren und verlustreichen Gefechten, bei denen die FSA-Truppen und die türkischen Streitkräfte die Oberhand behielten und weiter in den südlichen Teil der Stadt vorrückten. Dabei wurde unter anderem das staatliche Krankenhaus eingenommen. Angaben zu den Verlusten auf den Seiten der Rebellen oder des IS wurden von keiner Seite gemacht. Zeitgleich kam es in den Vororten von Qabasin und Bizaʿa erneut zu Gefechten. Der türkische Generalstab gab an, in diesem Zeitraum 65 Stellungen des IS mit Luftangriffen getroffen zu haben. 189 Stellungen wurden mit Artillerie angegriffen. Mindestens 58 IS-Kämpfer sollen getötet worden sein. Zwei türkische Soldaten starben in diesem Zeitraum bei einem Selbstmordanschlag mit einer Autobombe, 15 weitere wurden verletzt. Drei weitere starben im Laufe des Tages, einer hiervon im Gefecht zwei durch eine Tretmine. Unter ihnen befand sich ein Oberleutnant. Mindestens zwei weitere Fahrzeuge mit Selbstmordattentätern am Steuer (VBIED) konnten außer Gefecht gesetzt werden. Am Abend des 8. Februar begannen erneut F-16-Kampfflugzeuge der türkischen Luftwaffe damit, Ziele zu bombardieren. An der Offensive sollen insgesamt 1500 Personen teilnehmen, der größte Teil hiervon Kämpfer der FSA-Rebellen, unterstützt von türkischen Spezialkräften und Panzerverbänden. Medienberichten zufolge sollen sich bis zu 5000 IS-Kämpfer in der Provinz al-Bab aufhalten und somit eingekesselt sein, insbesondere da der IS sich zuvor aus Raqqa personell in hoher Anzahl verstärkt haben soll. In diesem Falle wäre eine militärische Niederlage der folgenreichste Rückschlag für den IS bis dahin in Syrien.
Der Sprecher von Operation Inherent Resolve, John Dorrian, äußerte sich am 9. Februar, dass der IS sich nun in einer „wirklich schwierigen Lage“ befinde, die Türkei habe bei der Einkesselung „großartige Arbeit“ verrichtet und hätte die Infiltration der Türkei und anderer Länder durch die IS-Milizen gestoppt. Operation Inherent Resolve habe am 8. und 9. Februar Ziele in al-Bab angegriffen, um die Türkei zu unterstützen.
Am 9. Februar bombardierte die russische Luftwaffe versehentlich ein Gebäude, in dem Angehörige der türkischen Armee Stellung bezogen hatten. Der Luftschlag habe der Terrormiliz (IS) gegolten, teilten die türkischen Streitkräfte mit. Elf Soldaten seien beim Luftangriff auf ein Gebäude verwundet worden, einer davon schwer, dieser erlag später seinen Verletzungen. Drei Soldaten starben sofort. Das Verteidigungsministerium in Moskau bestätigte den Tod von drei türkischen Soldaten „als Folge des unabsichtlichen Angriffs eines russischen Flugzeugs“. Am Nachmittag telefonierten der russische Präsident Wladimir Putin und der türkischer Präsident Recep Tayyip Erdoğan. Putin brachte in dem Gespräch seine Trauer über den Vorfall zum Ausdruck. In dem Gespräch ging es auch um den gemeinsamen Kampf gegen den IS und wie man in Zukunft militärische Aktionen in Syrien besser koordinieren könne.
Ein türkischer Armeesprecher gab am 10. Februar bekannt, dass die Positionen der getroffenen türkischen Soldaten seit zehn Tagen dieselbe gewesen sei und diese am 8. Februar den russischen Truppen übermittelt wurde, um genau solche Zwischenfälle wie die am 9. Februar zu vermeiden.
FSA-Verbände und türkische Truppen konnten am gleichen Tag weitere Geländegewinne erzielen; es kam zu schweren Gefechten im Stadtzentrum. Die türkische Luftwaffe flog 11 Angriffe zur Unterstützung der Bodentruppen. Die Artillerie griff 154 Ziele an. Rebellentruppen stießen weiterhin in Richtung Zentrum und südwestlich der Stadt vor und eroberten 2 Stadtteile, die „Zam-Zam Distrikt“ und „Youth Houses“ genannt wurden. Der Widerstand des IS im Vorort Qabasin wurde gebrochen, der Ort steht seit den Morgenstunden des 9. Februar unter Kontrolle der FSA-Rebellen. Türkische Armeeangehörige begannen daraufhin mit der Minenräumung. Rebellenquellen vor Ort geben an, bei den verbliebenen IS-Kämpfern handle es sich hauptsächlich um Ausländer. Laut US-amerikanischen Quellen wird ihre Anzahl auf 800–1000 geschätzt. Regierungstruppen rückten dabei mit Unterstützung der russischen Luftwaffe weiter vom Süden auf Tadif vor und nahmen am 9. Februar das letzte Dorf vor Tadif vom IS ein. Tadif wird derweil vom IS gehalten und ist 1,5 Kilometer von al-Bab entfernt. Der IS griff am 10. Februar in Bizaʿa die FSA-Truppen mit einem VBIED-Selbstmordanschlag an, ebenso die Regierungstruppen vor Tadif. Am Abend des 10. Februar begannen türkische Kampfflugzeuge erneut mit der Bombardierung von IS-Stellungen im Süd- und Ostteil von Al-Bab. Am 11. Februar stieß das Rebellenbündnis in den Morgenstunden in mehrere Ortschaften im Stadtzentrum vor und besetzte diese, darunter den kompletten südwestlichen Distrikt und den Sportplatz der Stadt. Die türkische Armeeführung gab an, bei diesen Gefechten einen Soldaten als Folge eines tödlichen Schusswechsels verloren zu haben, ein weiterer sei verletzt worden. Die Hälfte der Stadt sei unter Kontrolle des Bündnisses und der IS stehe unmittelbar vor dem Kollaps. In der Presse und sozialen Netzwerken wurden Aufnahmen veröffentlicht, die Bilder von Tunnelanlagen zeigen, die der IS angelegt haben soll, um unbemerkt von Luftaufnahmen Verstärkungen zu verschieben und zu flüchten. Der Kreisverkehr am südlichen Eingang der Stadt, der nach Tadif führt, wurde von Rebellentruppen eingenommen. Der IS soll bei Kämpfen gegen das Rebellenbündnis am 10. und 11. Februar schwere Verluste erlitten haben. Laut Angaben von Aktivisten der Syrischen Beobachtungsstelle für Menschenrechte starben bei diesen Kämpfen mindestens 58 Kämpfer des IS.
Den YPG und SDF nahestehende Quellen gaben an, die türkischen Streitkräfte hätten ab 19:40 Uhr Ortszeit am 11. Februar Positionen in der Nähe von Manbidsch unter Artilleriefeuer genommen.
Am 12. Februar stieg die Anzahl der beim Kampf um Al-Bab getöteten türkischen Soldaten auf 67, da ein weiterer Soldat einer Spezialeinheit bei Gefechten ums Leben kam. 3 weitere Soldaten wurden verletzt, sie wurden mit Hubschraubern nach Gaziantep in ein Krankenhaus eingeliefert.
Die türkische Armee bombardierte in der Nacht zum 12. Februar massiv Stellungen des IS innerhalb der Stadt mit dem T-122 Sakarya. Im Laufe des Tages wurde der Beschuss durch mehrere T-155 Fırtına fortgesetzt. Bei Kämpfen in den Morgenstunden soll laut FSA Quellen der Marktplatz der Stadt eingenommen worden sein, hierbei seien 4 IS-Kämpfer getötet worden. Ein anrückender Selbstmordattentäter und sein sprengstoffbeladenes Fahrzeug sei durch einen Luftschlag eines türkischen Kampfjets zerstört worden sein, ebenso ein Panzer im Besitz der Terrormiliz. Anadolu Ajansı gab bekannt, dass die türkische Artillerie und Luftwaffe vom 11. auf den 12. Februar 2017 Ziele in Al-Bab und Bizaʿa angegriffen habe, nachdem der IS in Bizaʿa eine Gegenoffensive gestartet habe. Vom 12. auf den 13. Februar habe die türkische Luftwaffe 51 Ziele angegriffen, die Artillerie und Hauptkampfpanzer 143 Ziele. Laut der Syrischen Beobachtungsstelle für Menschenrechte hat der IS damit begonnen in den frühen Morgenstunden des 13. Februar Gegenangriffe auszuführen. Das türkische Militär meldete, dass in den Morgenstunden dieses Tages ein Soldat getötet wurde, vier weitere verletzt. 10 Kämpfer der FSA wurden verletzt.
Laut Informationen von Al Jazeera sollen zwar einzelne Gruppen des IS desertieren oder flüchten, das Stadtzentrum sei am 13. Februar aber noch immer stark umkämpft, seit Tagen ginge ein intensiver Häuserkampf weiter.
Der IS setzte am 14. und 15. Februar auf Gegenoffensiven durch massive Selbstmordanschläge. So griff eine Gruppe von insgesamt 10 Selbstmordattentätern eine Stellung des türkischen Militärs im Norden der Stadt an. Zwei der Attentäter steuerten ein mit Sprengstoff beladenes Fahrzeug, die anderen 8 begleiteten es als Feuerschutz, alle 8 begleitenden hatten demnach Sprengstoffwesten an. In einem Feuergefecht konnten einige der begleitenden Personen getötet sowie das Fahrzeug fahrunfähig geschossen werden, woraufhin das Fahrzeug explodierte und alle Attentäter darin sowie in der Umgebung getötet wurden. Auf Seiten des türkischen Militärs oder der FSA gab es hierbei keine Verluste. Kurz daraufhin wurden ebenfalls 2 Selbstmordattentäter in der Stadt ausgeschaltet, auch ihre Fahrzeuge explodierten frühzeitig. Das türkische Militär gab an, im gleichen Zeitraum 194 Stellungen mit Artillerie beschossen zu haben sowie 30 Stellungen mit Kampfflugzeugen. Hierbei sei unter anderem ein weiteres sprengstoffbeladenes Fahrzeug zerstört worden.
Dem IS gelang es am 15. Februar, das Dorf „Abu Jabbar“ südwestlich von Tadif von den Regierungstruppen zurückzuerobern. Die russische Luftwaffe setzte derweil ihre Bombardierungen zur Unterstützung der Regierungstruppen fort. Am 16. Februar tauchten in sozialen Netzwerken im Internet Videos auf, die mindestens 12 M110 und MLRS der türkischen Armee beim Bombardieren von al-Bab zeigen sollen. In den Kämpfen vom 14. bis 16. Februar sollen 24 bis 30 Zivilisten bei den Gefechten getötet worden sein. FSA und türkische Truppen verstärkten dabei die Evakuierung von Zivilisten aus der Stadt. In den folgenden Tagen konnten die FSA-Rebellen weitere Orte in der Stadt einnehmen und kontrollierten am 20. Februar etwa 60 % der Stadt. Bei ihrem Vormarsch wurden die Rebellen intensiv durch die türkische Artillerie und die türkische Luftwaffe unterstützt.
Am 21. Februar verstarb ein Soldat der Jandarma bei Minenräumungsarbeiten. Am Tag darauf kam es zu weiteren schweren Gefechten, im Laufe des 23. Februar wurde die Stadt komplett vom IS befreit, ebenso die Nachbarortschaften. Bei diesen Kämpfen sollen laut FSA-Angaben 12 IS-Kämpfer getötet worden sein, 1 Mannschaftstransportwagen der FSA wurde zerstört. Über 50 Familien konnten evakuiert werden. Türkische Artillerie fing am Abend des 23. Februar an, IS-Stellungen in Tadif zu bombardieren. Al-Bab gilt nach Rakka als die wichtigste Hochburg des IS in Syrien.
Damit kontrolliert die Türkei und die mit ihnen verbündeten Rebellen ein Gebiet von 2000 Quadratkilometern. Seit Beginn der Operation tötete das türkische Militär und die FSA laut eigenen Angaben in etwa 2288 IS-Kämpfer und weitere 357 DKS/SDF/YPG-Kämpfer. Insgesamt nahmen türkische Artillerie und Luftwaffe zwischen dem 24. August 2016 und dem 22. Februar 2017 2207 Positionen in Syrien ins Visier. Am 24. Februar kam es zu einem Selbstmordanschlag des IS auf einen Kontrollposten im Dorf „Sousaian“. Bei dem Angriff starben laut ersten Angaben 41 Menschen, davon 35 Zivilisten und 6 FSA-Kämpfer. Al Jazeera gibt an, dass 45 Menschen bei diesem Anschlag getötet wurden, bei einem anschließenden zweiten Anschlag im gleichen Dorf weitere 8 Menschen. Der Nachrichtensender beruft sich dabei auf Aktivisten und eigene Reporter vor Ort. Bei der Mehrheit der Opfer handelt es sich um Dorfbewohner. Die Todeszahl wurde später auch von anderen Nachrichtenmedien wie der Tagesschau oder dem Handelsblatt auf mindestens 52 bis 60 korrigiert. Die Anzahl der getöteten Opfer erhöhte sich am 25. Februar auf 77.
Bei einer Minendetonation im Kreisverkehr Richtung Tadif starben am gleichen Tag 2 türkische Soldaten, 3 wurden verletzt. Die FSA gab an, bei Kämpfen am Abend des 23. Februar, die am Stadtrand stattgefunden haben, 37 IS-Milizen getötet zu haben, der Rest sei nach Tadif geflohen. Am 24. Februar begann die türkische Artillerie wieder, Stellungen des IS in Tadif zu bombardieren. Es kam auch zu Gefechten an der nördlichen Einfahrt des Ortes. In al-Bab begannen die Minenräumungsarbeiten am 25. Februar, nach Abschluss sollen wieder Zivilisten in die Stadt gelassen werden. Auf der Anhöhe mit dem staatlichen Krankenhaus begann die türkische Armee, einen Stützpunkt zu errichten.
Der IS-Emir Jonathan Jeffery wurde im Februar von Truppen des Bündnisses gefangen genommen.

#### Gefechte zwischen FSA/Türkei und Regierungstruppen
FSA und Regierungstruppen (SAA) haben sich nahe al-Bab, im Dorf al-Ghuz Berichten zufolge am 9. Februar Gefechte geleistet.
Die FSA gab an, zwei Regierungskämpfer, bei denen es sich um Angehörige einer schiitischen Miliz handeln soll, bei diesen Gefechten getötet sowie einen Panzer zerstört und einen Mannschaftstransportwagen erbeutet zu haben. Türkische Artillerie habe den Beschuss durch Regierungskräfte erwidert.
Syrische Quellen bestätigten am 10. Februar den Zusammenstoß. Beide Seiten beschuldigten sich gegenseitig, das Gefecht provoziert zu haben. Russland trat laut Informationen von Reuters als Vermittler auf, um weitere Zusammenstöße zu vermeiden.
Russische Quellen gaben an, dass Russland sich mit der Türkei darauf geeinigt habe, die Bundesstraße M4 als Grenze zu akzeptieren, Bizaʿa, Qabasin und al-Bab fallen damit an das FSA-Rebellenbündnis. Tadif an die Regierungskräfte. Syrische Quellen dagegen gaben das Gegenteil an, die Armeeführung habe die Erlaubnis bekommen, in al-Bab einzumarschieren und es einzunehmen. Unabhängig davon, ob es vom IS oder von FSA-Truppen gehalten werde.
Am 26. Februar gaben Regierungstruppen bekannt, Tadif in den Morgenstunden eingenommen zu haben. Bei den Kämpfen sollen zehn IS-Kämpfer getötet worden sein, bestätigen lassen sich die Angaben nicht, denn in der Nacht zuvor wurde der Ort massiv von türkischen Bombardierungen getroffen. Aktivisten vor Ort, internationale Nachrichtenagenturen wie Reuters und türkische Nachrichtenagenturen gaben an, der IS habe die Ortschaft bereits in der Nacht verlassen und widerstandslos aufgegeben. Regierungsnahe Medien spekulierten darüber, ob die pro-Regierungsmilizen und die Tiger Forces eine Offensive auf die FSA starten würden. Die Führung der Armee habe so einem Vorhaben zumindest „grünes Licht“ gegeben.
Am Abend des 26. Februar wurden Kämpfe zwischen der SAA und der FSA gemeldet, die FSA gab an Truppen der SAA und der Hisbollah hätten sie angegriffen, worauf die FSA die Offensive zurückschlagen konnte, dabei sollen 22 Kämpfer der Regierungstruppen getötet sowie sieben weitere gefangen genommen worden sein. Ihre eigenen Verluste gab die FSA (Brigade Ahrar al-Sharqiyah) mit 4 toten an.
Die FSA setzte daraufhin zur Gegenoffensive an, dabei sollen drei Panzer der SAA durch ATGM-Beschuss getroffen worden sein. Ein Oberst der syrischen Armee wurde getötet.
Ein Offizier der SAA räumte gegenüber Regierungsnahen Medien ein, dass es Gefechte gegeben habe jedoch habe die FSA das Feuer als erstes eröffnet und die Anzahl der 22 getöteten Soldaten sei "übertrieben". Eigene Angaben zu Verlusten wurden nicht gemacht. Die SAA begann daraufhin, die FSA-Truppen unter Artilleriebeschuss zu nehmen. Weder die Türkei noch Russland griffen in die Kämpfe ein.
Am 27. Februar zogen die FSA-Truppen aus Tadif ab, die Bundesstraße M4 gilt de facto als Grenze, gemäß der Vereinbarung zwischen der Türkei und Russland die laut russischen Medien nach den Vorfällen am 10. Februar getroffen worden war. Ein Beamter des russischen Außenministeriums habe diese Vereinbarung offiziell bestätigt. Russland schritt laut syrischen und russischen Medien erneut als Vermittler ein, die russische Luftwaffe sei einer Anforderung der SAA nach Luftunterstützung nicht nachgekommen und habe stattdessen interveniert, um die Konfrontation zu stoppen. Ein syrischer Armeesprecher kritisierte: Türkische Truppen seien nicht anwesend gewesen, um die Waffenstillstandsvereinbarung zu gewährleisten.
Es kam zu keinen weiteren Gefechten. Im Osten eroberten FSA-Truppen weitere 5 Dörfer vom IS. Die Regierungstruppen eroberten weiter westlich davon einige Dörfer vom IS und stehen damit an der Grenze des von den DKS (SDF) kontrollierten Gebiets. Da die SAA auf diese Weise eine geografische Verbindung zu den DKS errichten konnte, ist die Operation Schutzschild Euphrat faktisch isoliert, zumindest was Offensiven tiefer in das vom IS besetzte Gebiet angeht. Zwischen der SAA und den DKS-Kräften herrscht seit Kriegsbeginn 2012 ein Nichtangriffs- und Kooperationsverhältnis.

#### Abschluss der Operation im März 2017
Am 1. März begannen FSA-Truppen eine Offensive in Richtung des von der DKS (SDF) gehaltenen Dorfes al-Arima, dieses liegt in Richtung Manbidsch und hat eine Einwohnerzahl von circa 3000 Menschen. An diesem Tag gelang es der FSA, drei davor gelegene Dörfer zu erobern, insgesamt griff sie von fünf verschiedenen Positionen die DKS-Truppen an. Das türkische Militär unterstützte den Vormarsch mit Beschuss durch Artillerie und Luftwaffe. Sieben DKS-Kämpfer wurden bei den Gefechten getötet. In der Nähe der Gefechtszonen sollen sich auch U.S Special Forces befunden haben. Am 2. März gab die Führung der DKS bekannt, die westlich gelegenen Teile von Manbidsch in den kommenden Tagen den Regierungstruppen zu übergeben und sich von hier zurückzuziehen. Als Gründe gab sie an, Zivilisten schonen und weiteren Kämpfen mit den Truppen der Operation Schutzschild Euphrat aus dem Weg gehen zu wollen. Der türkische Außenminister Mevlüt Çavuşoğlu erklärte, man werde die DKS weiter angreifen, wenn sie sich nicht komplett östlich des Euphrats zurückziehe. Die Gefechte vor Manbidsch zwischen der FSA und DKS gingen derweil weiter. Die FSA begann ebenfalls eine Truppenbewegung in die Richtung der von der DKS gehaltenen Stadt Tall Rifaat, türkische Artillerie beschoss dabei Ziele in und vor der Stadt. Vor Manbidsch kam es in den darauf folgenden Tagen zu weiteren Gefechten, bei diesen eroberte die FSA am 7. März die Dörfer um Bughaz und das Dorf Ulaschi. Bei diesen Kämpfen wurde der Tod von sieben DKS/SDF-Kämpfern bestätigt. 13 weitere kapitulierten und begaben sich in Gefangenschaft. Die FSA und auch der syrischen Regierung nahestehende Medien veröffentlichten Bilder der getöteten DKS-Kämpfer. Zwei Tage zuvor wurde der Tod von neun DKS-Kämpfern bestätigt. Der syrischen Regierung nahestehende Medien bestätigten derweil erneute Gefechte an der Grenze von Tadif und al-Bab, hierbei wurden sieben Soldaten der syrischen Armee sowie ein Kämpfer einer Pro-Regierungsmiliz gefangen genommen. Ein Soldat wurde getötet. Die Turkmenenbrigade Muntasir Billah veröffentlichte ein Video der gefangen genommenen Soldaten und veröffentlichte deren Truppenausweise. Türkische Soldaten nahmen weder gegen die DKS noch gegen die Regierungstruppen direkt am Kampfgeschehen teil.
Am 7. März kam es zwischen den Generälen Hulusi Akar, Waleri Wassiljewitsch Gerassimow und Joseph F. Dunford zu einem Treffen in Antalya, um das weitere Vorgehen zu besprechen und unnötige Konfrontationen zu vermeiden.
In den darauf folgenden Tagen bezogen Regierungstruppen Stellung westlich von Manbidsch. Am 10. März wurde bekannt gegeben, dass sich in etwa 1000 amerikanische Soldaten in Nordsyrien aufhalten. Mitglieder der US-Marines, 400 an der Zahl, haben einen Außenposten eingerichtet, von dem aus die Offensive der DKS auf Raqqa mit Artilleriebeschuss unterstützt werden soll. Ebenfalls wurden United States Army Rangers in der Nähe von Manbidsch stationiert. Dort sollen sie als Puffer zwischen der FSA und den DKS dienen und weitere Kämpfe verhindern. Die Syrische Regierung bezeichnete die Stationierung von US-Streitkräften als „illegal“. Am gleichen Tag wurde von der staatlichen Nachrichtenagentur SANA gemeldet, dass bei Artilleriebeschuss durch die türkische Armee syrische Soldaten getötet und verletzt worden seien. Noch nicht bestätigte Berichte gehen von 23 Todesopfern sowie 19 Verletzten aus. Ob dieser Beschuss absichtlich geschah, ist nicht geklärt, türkische Medien gaben an, die Armee habe zeitgleich Stellungen der DKS beschossen, eventuell liege eine Verwechslung vor.
Am 15. März gab ein Sprecher des US-Militärs bekannt, die als Puffer dienenden US-Truppen stünden in Sichtweite zu russischen Bodentruppen, die zur Unterstützung der Regierungstruppen westlich von Manbidsch stationiert seien. Kommuniziert werde mit diesen jedoch direkt nicht. Die Washington Post beruft sich auf eine Quelle innerhalb des Militärs und gibt an, die USA wollen in den kommenden Wochen weitere 1000 Soldaten in die Region verlegen.
Bis zum 7. März kamen mindestens 50.000 syrische Flüchtlinge aus der Türkei in die vom Rebellenbündnis kontrollierten Gebiete zurück, jedoch waren viele von diesen ursprünglich Flüchtlinge aus anderen Teilen Syriens. Am 18. März wurde bekannt gegeben, dass 1500 Menschen aus Homs in die Gebiete evakuiert werden sollen, die meisten hiervon nach Dscharābulus. Weitere sollen folgen. Diese Vereinbarung wurde zwischen den Rebellen und der Türkei auf einer Seite und der syrischen Regierung sowie Russland auf der anderen Seite getroffen, nachdem Homs komplett von Regierungstruppen umstellt war. Russische Soldaten überwachten die Konvois der abziehenden Menschen. Insgesamt sollen sich bis zu 250.000 Menschen in dem Gebiet ansiedeln wollen.
Türkische Nichtregierungsorganisationen organisierten Hilfslieferungen im Laufe des März. Des Weiteren wurde bekannt gegeben, dass die Krankenhäuser in al-Bab, Azaz und Dscharābulus ihre Arbeit wieder aufnehmen. Am 25. März gab die syrische Armee bekannt, sich aus Tadif zurückzuziehen. Begründet wurde dies mit der Tatsache, dass es an der Grenze von al-Bab und Tadif immer wieder zu Gefechten mit Rebellen kam. Auch nutzten syrische Soldaten diese Gefechte zum Desertieren oder Überlaufen, in einigen Fällen mit der Absicht, bei den türkischen Truppen in al-Bab Asyl in der Türkei zu beantragen. Auch seien Truppen der syrischen Armee aus der Region abgezogen worden, da sie an anderen Orten dringender benötigt würden. Kurz nach dem Abzug marschierten Rebellentruppen in Tadif ein und etablierten dort ihre Kontrolle.
Nach der Tagung des türkischen Nationalen Sicherheitsrates am 29. März 2017 wurde die Operation von Premierminister Binali Yıldırım offiziell für beendet und erfolgreich erklärt. Gleichzeitig schloss er weitere Einsätze der türkischen Armee in Syrien nicht aus, diese würden jedoch unter einer falls notwendig neuen Operation laufen. Unklar blieb, ob die Türkei ihre Soldaten komplett abziehen wird. In den gesicherten Gebieten und an den Grenzen waren am 29. März noch große Truppenkontingente stationiert, es gibt seitens der Türkei keine offiziellen Angaben über die Truppenstärke in Syrien. Die bisherigen Angaben beruhen laut reuters auf Schätzungen. Für Verwaltungsarbeiten etablierte die Türkei Mitglieder der Nationalkoalition. Für Polizeiaufgaben wurde die Freie Syrische Polizei (FSP) aufgestellt. Ihre Mitglieder wurden in der Türkei einer Grundausbildung unterzogen und erhalten vom türkischen Staat ein Gehalt in Höhe von 200 US-Dollar. Ausrüstung und Fahrzeuge wurden durch die Türkei gestellt. Ihre Personalanzahl belief sich Ende Januar 2017 auf in etwa 1300. Sie wird vor Ort von der türkischen Gendarmerie (Jandarma) unterstützt und beraten.
Mit Abschluss der Operation konnte die Türkei ihr Ziel der kompletten Verdrängung des IS von der Grenze zur Türkei und zu den türkisch kontrollierten Gebieten in Syrien (Güvenli Bölge) erreichen. Auch das Ziel, ein zusammenhängendes von den DKS bzw. YPG kontrolliertes Gebiets entlang der türkischen Grenze zu verhindern, konnte erreicht werden. Die vorherige Zielsetzung, wonach sich diese Gruppierungen hinter den Fluss Euphrat zurückziehen sollten, konnte jedoch nicht erreicht werden.
Medienberichten und Analysten vermuteten als nächstes Ziel der Operation die Eroberung von Manbidsch sowie dessen Umland. Manbidsch ist eine Stadt mit mehrheitlich arabischer Bevölkerung, die jedoch von den Demokratischen Kräften Syriens (DKS) unter Leitung der kurdisch dominierten YPG verwaltet wird. Die türkische Regierung hatte zuvor mehrmals die DKS aufgefordert sich hinter den Fluss Euphrat zurückzuziehen und die Stadt zu räumen.
Im Oktober 2017 startete die Türkische Militäroffensive im Gouvernement Idlib, im Januar 2018 die Türkische Militäroffensive auf Afrin.

## Völkerrecht
Die türkische Regierung beruft sich zur Rechtfertigung ihres Eingreifens auf das Recht zur Selbstverteidigung nach Artikel 51 der Charta der Vereinten Nationen.
Der deutsche Politikwissenschaftler Jochen Hippler hält das türkische Vorgehen ohne eine Zustimmung der syrischen Regierung bzw. Ermächtigung durch den Sicherheitsrat der Vereinten Nationen für „völkerrechtlich fragwürdig“, da seiner Meinung nach kein bewaffneter Angriff im Sinne von Art. 51 UN-Charta eines Völkerrechtssubjekts vorgelegen habe.
Die syrische Regierung betrachtet die Militärintervention der Türkei als einen aggressiven Akt und eine Völkerrechtsverletzung.

## Rezeption

### 2016
Der Politikwissenschaftler Thomas Jäger unterstrich in einem Kommentar im September 2016 die nachhaltige Schwächung der Position der USA in der Region durch die türkische Offensive. Sie hätten sich von Erdoğan unter Druck setzen lassen, die verbündeten Kurden aufzugeben und letztlich fallen zu lassen. Den Vorgang würden sich andere Verbündete der USA genau ansehen. Der Mittlere Osten nehme keine hohe Priorität für die USA mehr ein. Andere Stimmen kritisierten die Darstellung, die USA hätten die Kurden als Verbündete fallen gelassen, und führten diesen Eindruck darauf zurück, dass sich die USA von der türkischen Initiative haben überrumpeln lassen und sie in der komplexen Bündnisstruktur zum taktischen Lavieren gezwungen seien; die kurdischen Kräfte blieben für die USA ein unverzichtbarer Verbündeter. Tatsächlich hielt die Unterstützung dieser durch die USA unvermindert an, so dass noch im Januar 2017 die türkische Regierung Kritik diesbezüglich äußerte.
Der Journalist Alfred Hackensberger schrieb Anfang September 2016 in Die Welt, die türkische Intervention stelle eine Gefahr für ethnische und religiöse Minderheiten in Syrien dar, da sie sich alle der Angriffe der FSA erwehren müssten.
Der ehemalige Oberkommandierende der NATO in Europa James Stavridis stellte bezüglich Spekulationen zur Errichtung einer Pufferzone in Syrien durch die Türkei Anfang September fest, dass die Türkei, sollte man dort tatsächlich so etwas vorhaben, eine beachtliche Anzahl an Soldaten in Syrien stationieren müsse. Schwerpunkt für die Türkei sei nicht die Ablösung von Präsident Assad, sondern die Verhinderung eines kurdischen Staates.
Der NATO-Generalsekretär Jens Stoltenberg sagte im September 2016 in einem Interview der Türkei für die Militäroffensive die Unterstützung der NATO zu. Mit der Offensive habe die Türkei ihr Recht auf Selbstverteidigung wahrgenommen. Der Sprecher des US-Außenministeriums Mark Toner gab an, dass die USA die Türkei in der Militäroffensive unterstützten und die Türkei das Recht habe, Schritte zu unternehmen, die eigenen Grenzen zu stabilisieren.
Der außenpolitische Sprecher der CDU/CSU-Fraktion Jürgen Hardt antwortete im Oktober 2016 auf eine Zwischenfrage im Bundestag, dass die Türkei das Recht habe, Terrorismus zu bekämpfen, der auch von kurdischen Milizen im Norden Syriens ausgehe.

### 2018
Daniel-Dylan Böhmer kommentierte in der Welt, dass die PKK seit dem Referendum zum türkischen Präsidialsystem im April 2017 keine Anschläge mehr in der Türkei begangen habe und der türkische Feldzug in Syrien vom Januar keine Sicherheit in der Türkei schaffe, aber er ein Angriff auf das Wenige sei, das gut sei in Syrien.